# Tomba della Nave (Cerveteri)
Die Tomba della Nave (deutsch: „Grab des Schiffes“) ist ein zum Teil ausgemaltes etruskisches Kammergrab, das ans Ende des 7. Jahrhunderts v. Chr. datiert. Das Grab wurde vor dem Jahr 1927 in der Banditaccia-Nekropole bei Cerveteri entdeckt.
Das Grab besteht aus einem monumentalen Tumulus, der beraubt aufgefunden wurde und nur noch diverse Keramik enthielt, darunter korinthische Importware. Ein Dromos führt zur eigentlichen Grabanlage, die aus fünf Kammern besteht. Nur eine Kammer zeigte einst Reste von Wandmalereien, die heute vollkommen vergangen sind. Auf der Rückwand befand sich das Bild eines Schiffes mit Mast, von dem sich der moderne Name des Grabes herleitet. Auf der linken Wand gab es weitere Malereien, deren Motive aber nicht mit Bestimmtheit identifiziert werden konnten. Das Bild eines Schiffes ist einmalig für diese Zeit in der Grabmalerei.